# Osíčko
Osíčko (in tedesco Ositschko) è un comune della Repubblica Ceca facente parte del distretto di Kroměříž, nella regione di Zlín.